# Буріньйон
Буріньйон (фр. Bourrignon) — громада  в Швейцарії в кантоні Юра, округ Делемон.

## Географія
Громада розташована на відстані близько 55 км на північ від Берна, 9 км на північний захід від Делемона.
Буріньйон має площу 13,6 км², з яких на 2,4% дозволяється будівництво (житлове та будівництво доріг), 65,3% використовуються в сільськогосподарських цілях, 32,1% зайнято лісами, 0,1% не є продуктивними (річки, льодовики або гори).

## Демографія
2019 року в громаді мешкало 261 особа (-3,7% порівняно з 2010 роком), іноземців було 5%. Густота населення становила 19 осіб/км².
За віковим діапазоном населення розподілялося таким чином: 19,2% — особи молодші 20 років, 63,6% — особи у віці 20—64 років, 17,2% — особи у віці 65 років та старші. Було 111 помешкань (у середньому 2,3 особи в помешканні).
Із загальної кількості 100 працюючих 62 було зайнятих в первинному секторі, 22 — в обробній промисловості, 16 — в галузі послуг.